# La Scuola Cattolica (periodico)

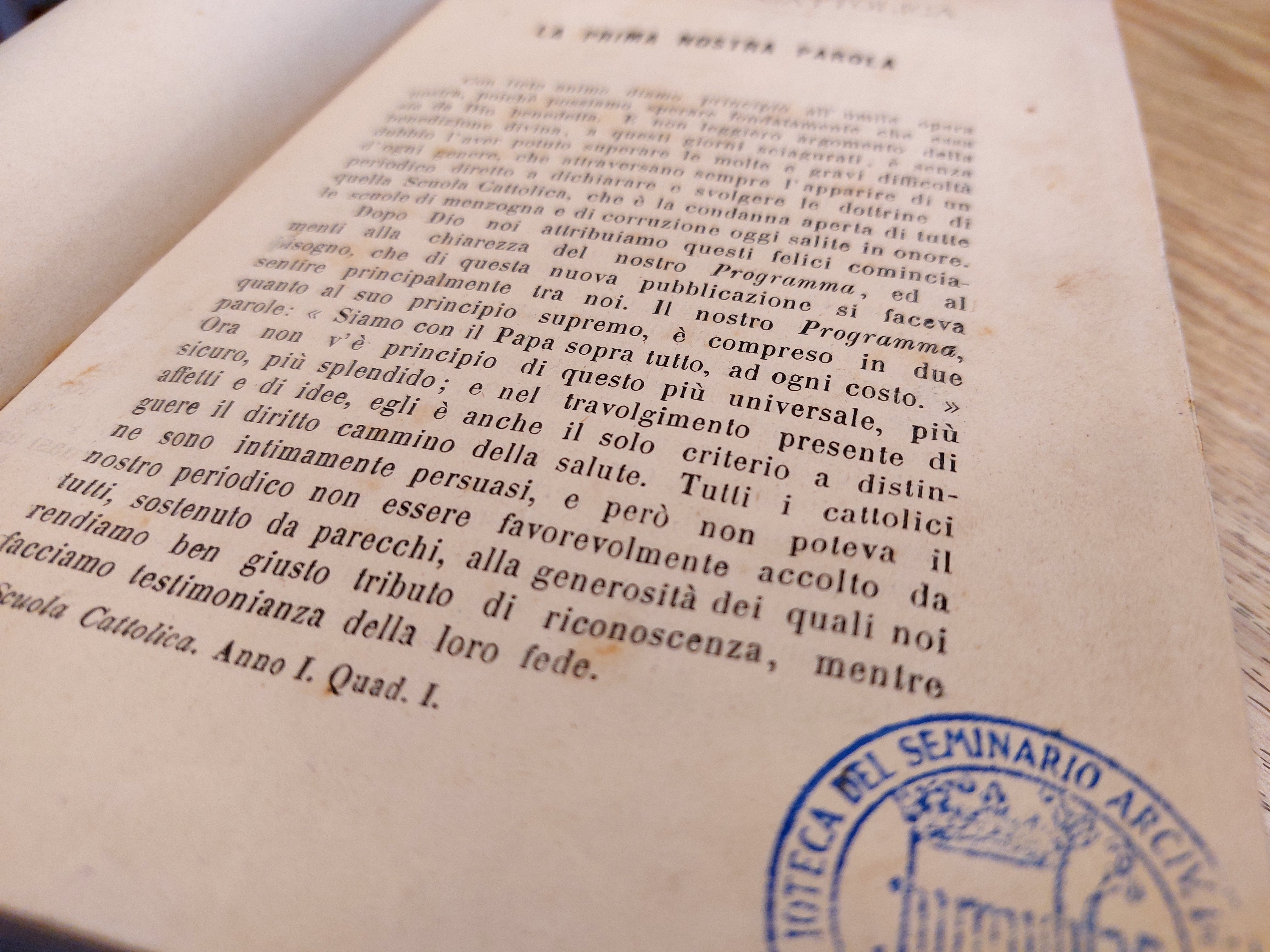
Prima pagina de La Scuola Cattolica del 1873

La Scuola Cattolica è la rivista teologica del seminario arcivescovile di Milano, pubblicata dall'editrice Àncora di Milano.

## Storia
Le pubblicazioni de La Scuola Cattolica iniziarono il 31 gennaio del 1873 e sono attualmente in corso. Fu fondata nel 1872 da un gruppo di sacerdoti lombardi che avevano compiuto i loro studi nelle università pontificie di Roma, risiedendo presso il Collegio Lombardo di Roma. Tra loro ebbe particolare rilievo don Davide Albertario. La rivista ebbe il sottotitolo di periodico religioso-scientifico-letterario. In apertura del primo numero si presentò così:
La rivista si voleva porre nel solco delle pubblicazioni cattoliche in Italia, contrapposte alle pubblicazioni dei liberali. Dopo aver citato «l'esimia» Civiltà Cattolica, dopo aver ricordato la rivista già pubblicata a Milano L'Amico Cattolico, si indicavano le riviste che hanno salutato affettuosamente la pubblicazione della Rivista del Seminario di Milano: L'Unità Cattolica a Torino, L'Osservatore Cattolico e gli Annali Francescani a Milano, Il Buon Pastore a Lodi, Il Vessillo Cattolico a Mantova, Il Veneto Cattolico a Venezia, La Voce Cattolica a Trento; inoltre si citano Il Diritto Cattolico di Modena, Il Genio Cattolico di Reggio, Il Fedele di Lucca, La Voce della Verità di Roma, La Sicilia Cattolica di Palermo.
Nel 1891 La Scuola Cattolica si fuse con il periodico bolognese La Scienza Italiana, fondata da padre Giovanni Maria Cornoldi S.I.; da quell'anno i due titoli rimasero uniti nella testata, fino all'anno 1901. Dopo che fu ricostituita la Pontificia Facoltà Teologica presso il Seminario Arcivescovile di Milano, Mons. Carlo Brera, che era allora proprietario e direttore della rivista, la cedette alla Facoltà; da allora divenne l'organo della stessa, riprese il titolo originale di La Scuola Cattolica e assunse una fisionomia alquanto differente.
Negli anni venti del XX secolo, negli anni della controversia modernista, la rivista ebbe numerosi e validi collaboratori, e si spostò decisamente verso la filosofia, l'apologetica, la teologia e gli studi biblici, senza trascurare gli studi di ricerca e critica storica, la storia delle religioni e la liturgia.
Nel 1967 avvenne lo spostamento della sede della Facoltà Teologica da Venegono a Milano, creando la Facoltà Teologica dell'Italia Settentrionale aperta anche ai laici, e riservando la Sezione Parallela del Seminario di Venegono per i candidati al sacerdozio. Nei primi anni La Scuola Cattolica rimase espressione della ricerca comune, fino al 1975, anno di fondazione della rivista Teologia; da quel momento fino ad oggi, La Scuola Cattolica è espressione della Sezione Parallela del Seminario Arcivescovile di Milano, con sede a Venegono Inferiore (VA).

## Titoli e cambi di ISSN
Nella sua lunga storia, la Rivista ha cambiato titoli e sottotitoli.
Anzittutto è stato modificato l'ISSN:
- 1873-1890 : La Scuola Cattolica | ISSN 0036-9810
- 1891-1901 : La Scuola Cattolica e La Scienza Italiana | ISSN 1827-5281
- 1902- : La Scuola Cattolica | ISSN 1827-529X

Tuttavia la modifica del sottotitolo ha comportato, nel titolo completo, leggeri cambiamenti:
- 1873-1878 : La Scuola Cattolica : periodico religioso-scientifico-letterario
- 1879-1887 : La Scuola Cattolica : periodico religioso-scientifico-letterario di Milano
- 1888-1890 : La Scuola Cattolica : Rivista italiana religiosa-scientifica-letteraria-bibliografica di Milano
- 1891-1895 : La Scuola Cattolica e La Scienza Italiana: Organo dell’Accademia filosofico-medica di S. Tommaso d’Aquino. Periodico mensile di Milano
- 1896-1901 : La Scuola Cattolica e La Scienza Italiana : periodico mensile di Milano
- 1902-1918 : La Scuola Cattolica : Periodico mensile pubblicato per cura della Pontificia Facoltà Teologica di Milano
- 1919-1923 : La Scuola Cattolica : Periodico mensile pubblicato per cura delle Pontificie Facoltà Teologica e Giuridica di Milano
- 1924-1930: La Scuola Cattolica : Rivista mensile di scienze religiose. Pubblicata per cura delle Pontificie Facoltà Teologica e Giuridica di Milano
- 1931-1932 : La Scuola Cattolica : Rivista mensile di scienze religiose. Pubblicata per cura delle Pontificie Facoltà Teologica e Giuridica del Seminario Milanese di Venegono Inferiore
- 1933-1940: La Scuola Cattolica : Rivista di scienze religiose. Edita per cura del Seminario Arcivescovile Milanese
- 1941-1960: La Scuola Cattolica : Rivista di scienze religiose. Edita per cura della Pont. Facoltà teologica del Seminario Arcivescovile di Milano
- 1961-1965: La Scuola Cattolica : Rivista di scienze religiose. Edita per cura della Pontificia Facoltà teologica del Seminario Arcivescovile di Milano
- 1966-1972 : La Scuola Cattolica : Organo della Pont. Facoltà e del Seminario Arcivescovile di Milano
- 1973-2020 : La Scuola Cattolica : Rivista teologica del Seminario Arcivescovile di Milano

## Temi
La rivista si occupa prevalentemente delle discipline teologiche: teologia dogmatica o sistematica, teologia fondamentale, teologia morale, teologia spirituale, teologia pastorale, scienze bibliche, storia, liturgia, diritto canonico. I temi teologici sono arricchiti dal dialogo con la filosofia e le scienze umane.

## Progetto editoriale
La rivista è pubblicata trimestralmente, con quindi quattro pubblicazioni annuali (gennaio-marzo, aprile-giugno, luglio-settembre, ottobre-dicembre). Il secondo numero di ogni anno vede la raccolta di articoli attorno a un unico tema, formando un Dossier.
La rivista applica il metodo di revisione double-blind peer review, per cui ogni articolo della rivista è sottoposto a due revisori che rimangono sconosciuti all'autore dello stesso, così come rimane sconosciuto l'autore ai due revisori. I revisori sono noti solamente al Segretario e al Direttore. In caso di giudizio discorde dei revisori, l’articolo è sottoposto a terza lettura da parte del Direttore, che esprime il giudizio definitivo.

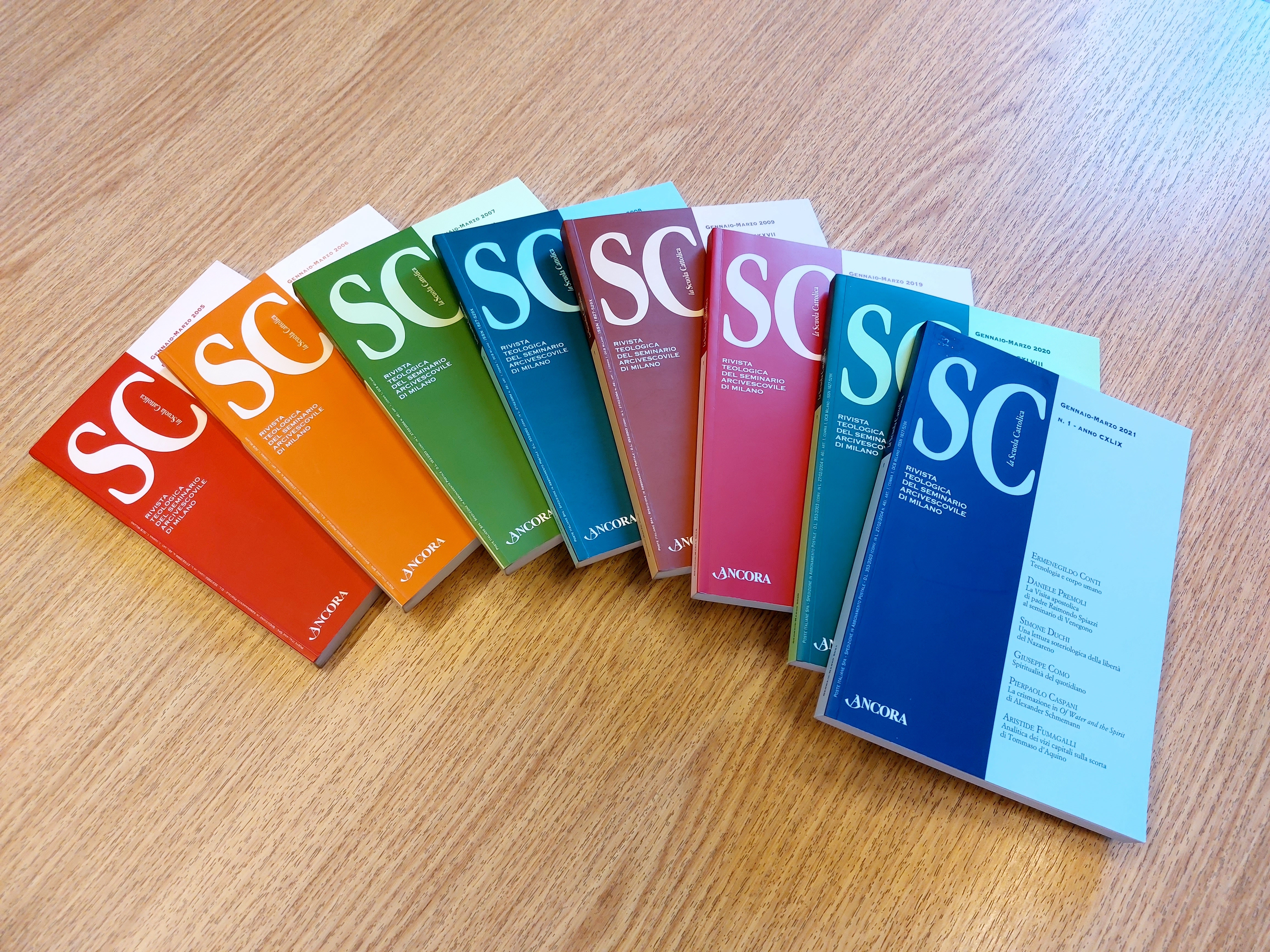
Alcune copertine della rivista negli ultimi anni

## Comitato di redazione
- Direttore responsabile: padre Gilberto Zini
- Direttore effettivo, in quanto direttore di Sezione: don Stefano Guarinelli
- don Massimiliano Scandroglio, don Pierpaolo Caspani, don Francesco Scanziani, don Ugo Lorenzi, don Luca Castiglioni
- Segretario: don Paolo Brambilla

## Direttori della rivista[1]
- 1873-1877: mons. Lucido Maria Parocchi
- 1877-1888: mons. Luigi Nicora
- 1888-1901: don Carlo Brera
- 1902-1903: don Pietro Calchi Novati
- 1903-1905: don Carlo Dalmazio Minoretti
- 1905-1912: don Giuseppe Nogara
- 1912-1915: don Carlo Pellegrini
- 1915-1923: mons. Giacinto Tredici
- 1924-1932: mons. Adriano Bernareggi
- 1933-1947: don Carlo Figini
- 1948-1965: mons. Giovanni Battista Guzzetti
- 1966-1972: mons. Giulio Oggioni
- 1973-1984: mons. Antonio Rimoldi
- 1984-1993: mons. Tullio Citrini
- 1994-2003: mons. Franco Giulio Brambilla

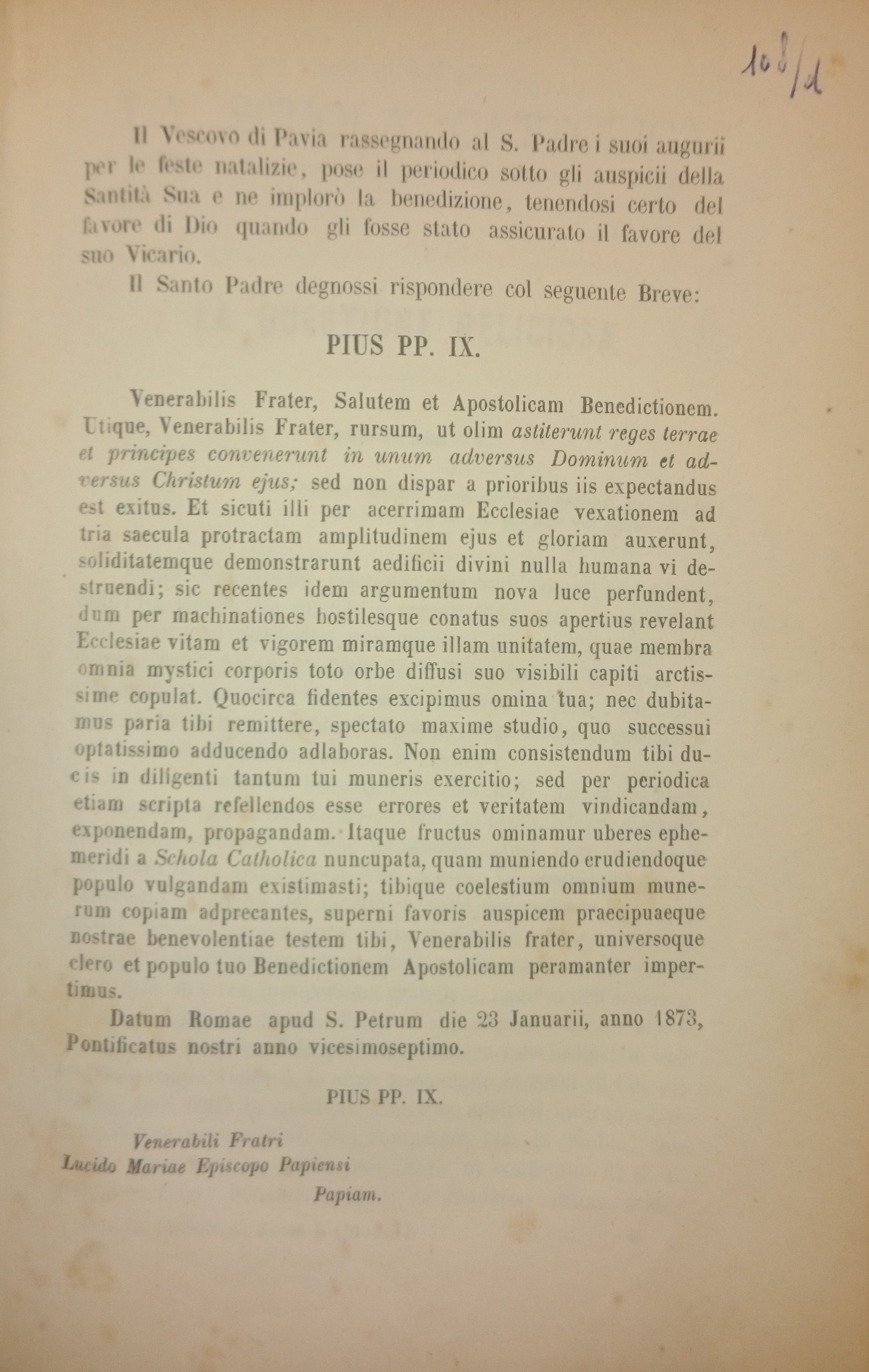
La trascrizione del breve augurale di Pio IX sul primo anno della rivista, pag.108d.

- 2003-2007: don Aristide Fumagalli
- 2007-2012: don Pierpaolo Caspani
- 2012-2020: don Franco Manzi
- dal 2020 don Stefano GuarinelliLa trascrizione del breve augurale di Pio IX sul primo anno della rivista, pag.108d.